# Michael Martin (filozófus)
Michael Martin (Cincinnati, Ohio, 1932. február 3. – Lexington, Massachusetts, 2015. május 27.) amerikai filozófus a Bostoni Egyetemen, nyugalmazott professzor.
Martin leginkább vallásfilozófiával foglalkozott, bár a tudományfilozófia és a jog is érdekelte. Számtalan könyvet és cikket írt az ateizmus védelmében és számos istenérvet (mármint isten elleni érvet) rendkívül részletesen. Martin az „Ateizmus: Filozófiai Igazolás” („Atheism: a Philosophical Justification”) című könyvének előszavában arról ír, hogy általában hiány van ateista válaszra a kortárs vallásfilozófiában, és a hitetlenek védelmét a saját keresztjének tekintette, bár ez a kifejezés ironikus.
„Ezen könyv célja nem az, hogy az ateizmust népszerű nézetté tegye, vagy megjelenítse az »agyonhallgatása« közepette. A célom nem utópisztikus. Egyszerűen jó érvekkel akarok szolgálni az ateizmus mellett… A célom annak bemutatása, hogy az ateizmus racionális, míg az istenhit nem. Tudom, hogy a teisztikus hit nem mindig alapul észszerűségen. Azt állítom, hogy azon kellene, hogy alapuljon.”
Atheism: a Philosophical Justification, (24).

## Művei
- Legal Realism: American and Scandinavian (New York: Peter Lang, 1996)
- The Big Domino in The Sky and Other Atheistic Tales, (Buffalo: Prometheus Books, 1996)
- Readings in the Philosophy of Social Science (Cambridge:The MIT Press, 1994) with L. McIntyre
- The Case Against Christianity (Philadelphia: Temple University Press, 1991)
- Atheism: A Philosophical Justification (Philadelphia: Temple University Press, 1990)
- The Legal Philosophy of H.L.A. Hart: A Critical Appraisal (Philadelphia: Temple University Press, 1987)
- Social Science and Philosophical Analysis: Essays on The Philosophy of The Social Sciences (Washington, D.C.: University Press Of America), 1978
- Concepts of Science Education: A Philosophical Analysis (Chicago: Scott-Foresman, 1972)
- Probability, Confirmation and Simplicity (New York: Odyssey Press, 1966) with M. Foster